# 120 mm/45 Mod. 1918/1924/1926
120 mm/45 Mod. 1918/1924/1926 — 120-миллиметровое корабельное артиллерийское орудие, разработанное и производившееся в Италии. Состояло на вооружении Королевских ВМС Италии. Разработано компанией Schneider-Canet-Armstrong для вооружение лёгких скаутов.  В дальнейшем производилось компанией Vickers-Terni, после 1926 года компанией  OTO. Различные модели незначительно отличались друг от друга. К началу Второй мировой войны устарели, но широко использовались флотом. Применялись на эсминцах типов «Леоне», «Сауро», «Турбине», «Селла». Дальнейшим развитием орудия стала пушка 120 mm/50 Ansaldo Mod. 1926. 